# Fort Augustus
Fort Augustus (Schots-Gaelisch: Cill Chuimein) is een nederzetting in de Schotse Hooglanden aan het zuidwestelijke einde van Loch Ness.
Er zijn verschillende verklaringen voor de Gealische naam voor Fort Augustus, Cill Chuimein, de meest aangenomen versie is dat de naam komt van de heilige Cummein afkomstig van Iona die de kerk in Fort Augustus bouwde. Andere mogelijkheid is dat de naam oorspronkelijk Ku Chuimein was genoemd naar twee abten van Iona van de Clan Cummyn van wie het kenteken werwijst naar de plant komijn. Een nog andere mogelijkheid is dat de naam oorspronkelijk Cill a' Chuimein: Begraafplaats van Cumyn.
Na de opstand van de Jacobieten in 1715 liet Generaal Wade een hier een fort bouwen. De bouw ervan duurde van 1727 tot 1742 en werd genoemd naar Willem Augustus van Cumberland. De nederzetting groeide en nam de naam van het fort over.
Tijdens een opstand van de Jacobieten in 1747 werd het fort veroverd door de Jacobieten juist voor de Slag bij Culloden.
In 1867 werd het fort verkocht aan de familie Lovat die het op hun beurt in 1876 schonken aan de Benedictijnen. Van het fort maakten ze een abdij en een later een school tot ze het in 1998 verlieten.
Het Caledonisch Kanaal loopt door Fort Augustus waaronder ook een reeks sluizen.
In 1903 was er een spoorweg in Fort Augustus. Uiteindelijk is deze spoorweg in 1914 voor het laatst gebruikt.